# Пефкі
Пефкі (грец. Πεύκη) — муніципалітет у Греції, передмістя Афін. Муніципалітет розділений на дві частини Ано Пефкі та Като Пефкі. До нього можна добратися зеленою лінією ІСАП, автобусами та маршрутками.

## Історія
Міське будівництво на території муніципалітету розпочалося в 1950-х, раніше тут були сільськогосподарські угіддя. В передмісті є школи, ліцеї, гімназія, спортивний центр, кінотеатри, поштові відділення. З нього видно гори Парніту, Пентелі, з високих місць можна побачити також Іметт.

## Галерея

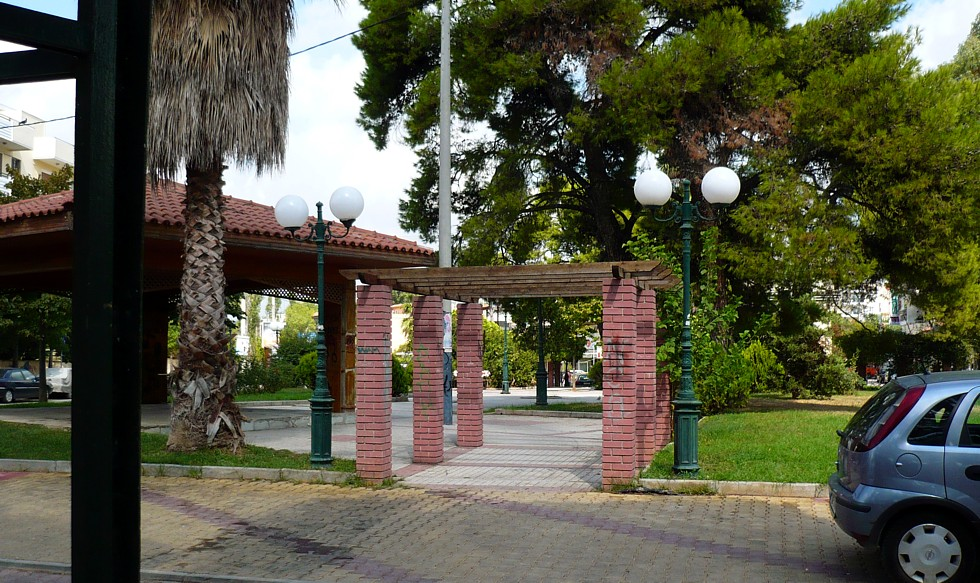
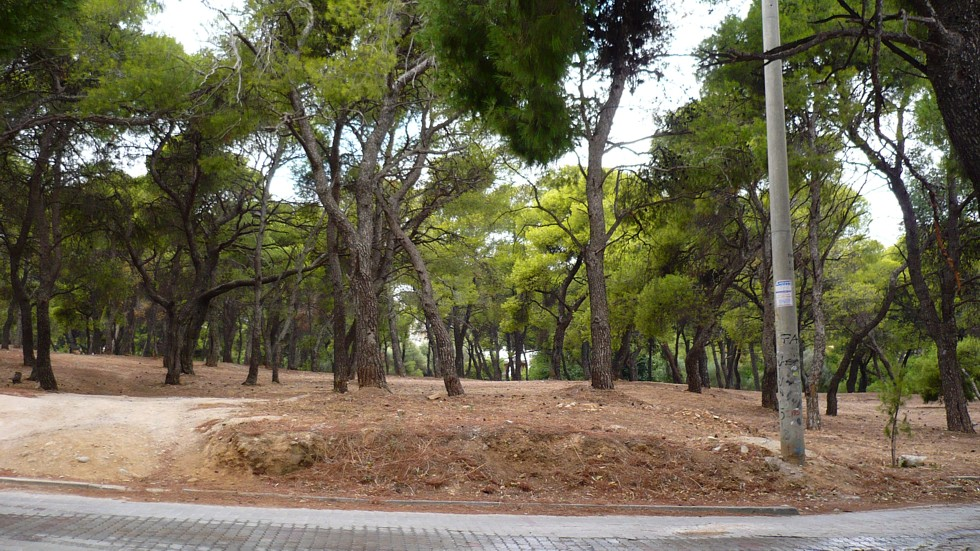
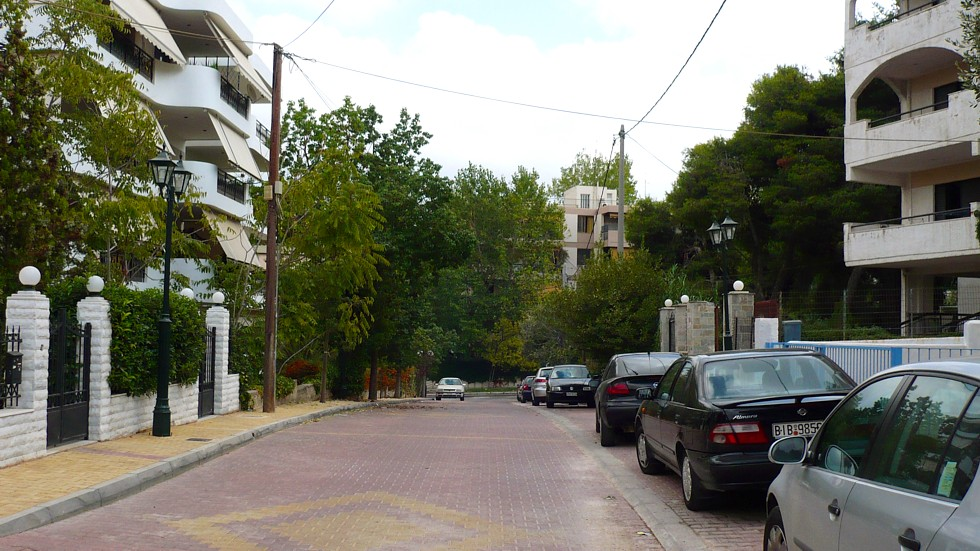
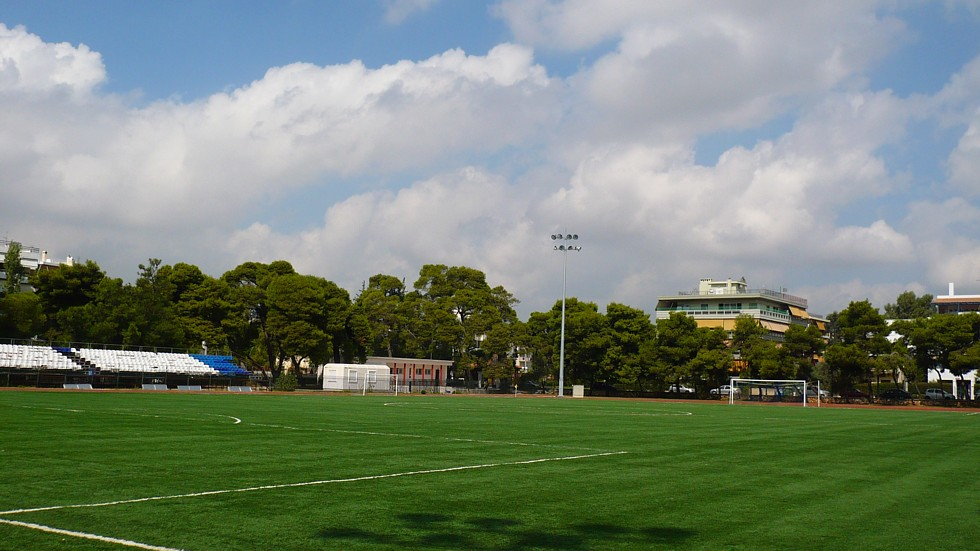
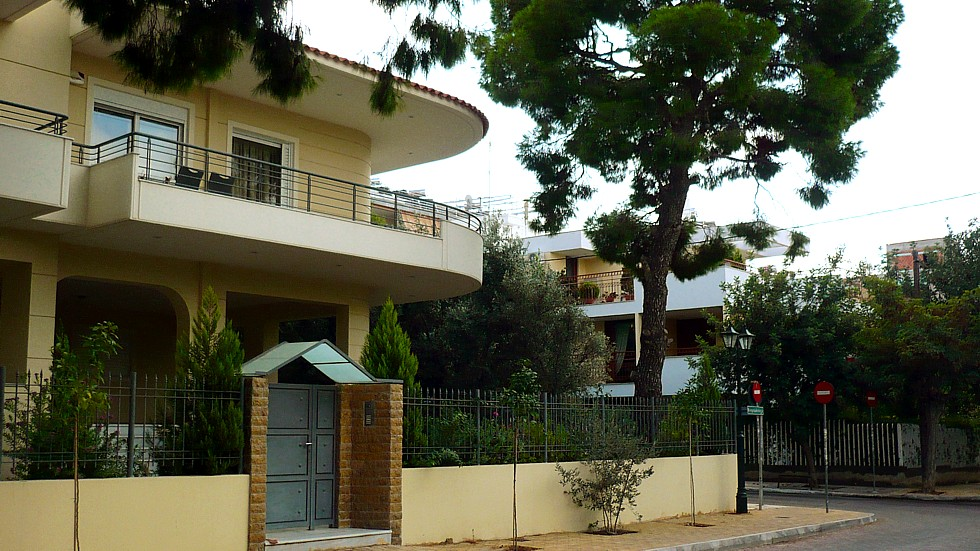
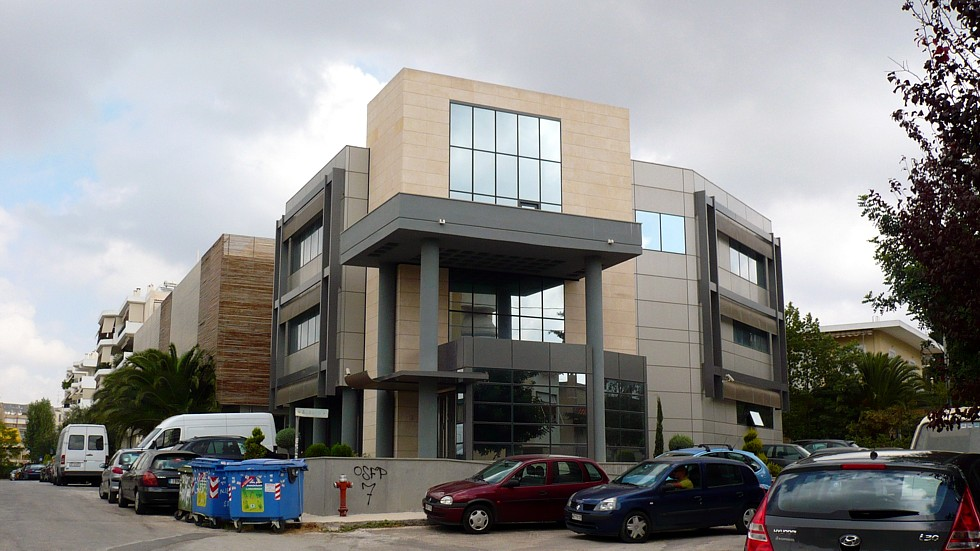
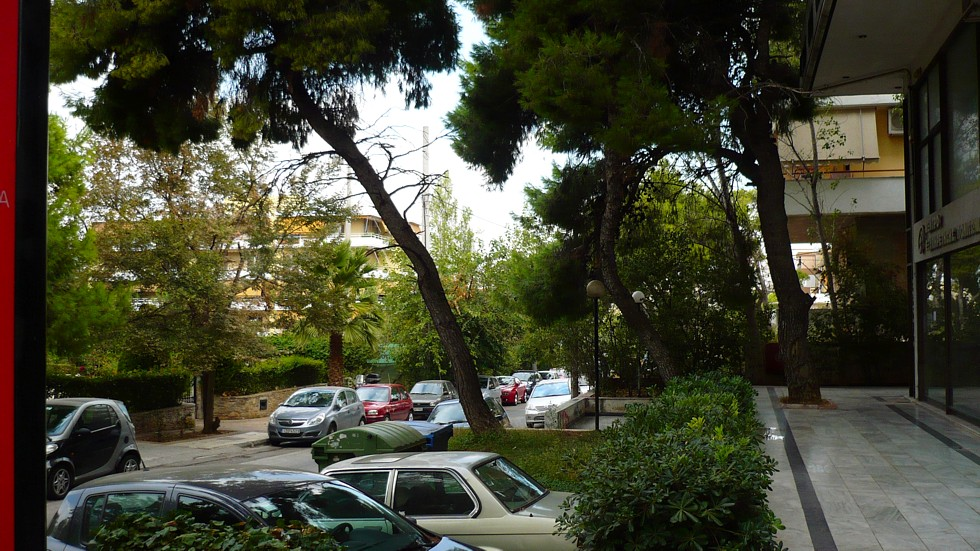
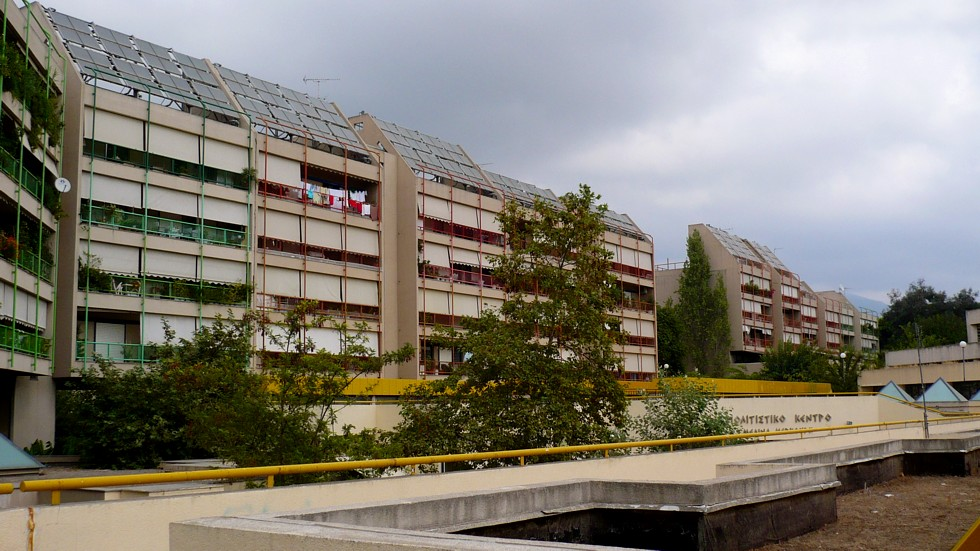

## Населення
| Рік  | Населення |
| ---- | --------- |
| 1981 | 10 863    |
| 1991 | 17 987    |
| 2001 | 19 887    |

## Міста-побратими
- Корі,  Італія
- Крнов,  Чехія
- Строволос,  Кіпр